# Сартайколь
Сартайколь (каз. Сартайкөл) — озеро в Фёдоровском районе Костанайской области Казахстана. Находится в 26 км к юго-западу от посёлка Костычевка.
По данным топографической съёмки 1944 года, площадь поверхности озера составляет 1,38 км². Наибольшая длина озера — 1,4 км, наибольшая ширина — 1,2 км. Длина береговой линии составляет 4,5 км, развитие береговой линии — 1,07. Озеро расположено на высоте 206,2 м над уровнем моря.